# Podział administracyjny Bydgoszczy
Podział administracyjny Bydgoszczy – podział na jednostki pomocnicze gminy. Statut Miasta Bydgoszczy stanowi, że jednostkami pomocniczymi są osiedla. Podział administracyjny Bydgoszczy na 29 osiedli określają uchwały Rady Miasta. Podział ten nawiązuje do historii i fizjografii miasta oraz granic dawnych folwarków i gmin.

## Osiedla Bydgoszczy
Zgodnie z BIP-em miasta Bydgoszczy oraz portalem „Oficjalny serwis Bydgoszczy” Bydgoszcz jest podzielona na poniższe osiedla (kolejność alfabetyczna):
1. Bartodzieje (siedziba rady osiedla: Zespół Szkół Medycznych, ul. Swarzewska 10)
2. Bielawy (siedziba rady osiedla: XI LO, ul. Cicha 59)
3. Błonie (siedziba rady osiedla: ul. Broniewskiego 1)
4. Bocianowo-Śródmieście-Stare Miasto (siedziba rady osiedla: Plac Wolności 1)
5. Brdyujście (siedziba rady osiedla: Szkoła Podstawowa nr 43, ul. Łowicka 45)
6. Bydgoszcz Wschód-Siernieczek (siedziba rady osiedla: Zespół Szkół Nr 17, ul. Kapliczna 7)
7. Czyżkówko (siedziba rady osiedla: ul. Łanowa 2)
8. Flisy (siedziba rady osiedla: TKKF „Flisy” ul. Mińska 45)
9. Glinki-Rupienica (siedziba rady osiedla: BKS „Chemik” ul. Glinki 79)
10. Górzyskowo (siedziba rady osiedla: ul. Gnieźnieńska 21)
11. Jachcice (siedziba rady osiedla: ul. Średnia 34)
12. Kapuściska (siedziba rady osiedla: ul. Kapuściska 10)
13. Leśne (siedziba rady osiedla: ul. 11 Listopada 15)
14. Łęgnowo (siedziba rady osiedla: ul. Świetlicowa 8)
15. Łęgnowo Wieś (siedziba rady osiedla: ul. Toruńska 185/187)
16. Miedzyń–Prądy (siedziba rady osiedla: Zespół Szkół nr 8, ul. Pijarów 4)
17. Nowy Fordon (siedziba rady osiedla: Rupniewskiego 10)
18. Okole (siedziba rady osiedla: ul. Grunwaldzka 35)
19. Osowa Góra (siedziba rady osiedla: ul. Dolna Waleniowa 1b)
20. Piaski (siedziba rady osiedla: ul. Drzycimska 7)
21. Smukała-Opławiec-Janowo (siedziba rady osiedla: Przychodnia Rejonowa „Opławiec”, ul. Opławiec 153)
22. Stary Fordon (siedziba rady osiedla: ul. Rynek 6)
23. Szwederowo (siedziba rady osiedla: ul. Konopnickiej 28)
24. Tatrzańskie (siedziba rady osiedla: ul. Kromera 11[5])
25. Terenów Nadwiślańskich (siedziba rady osiedla: ul. Wyzwolenia 102)
26. Wilczak-Jary (siedziba rady osiedla: Ognisko TKKF „Świt”, ul. Nakielska 70)
27. Wyżyny (siedziba rady osiedla: ul. Wojska Polskiego 19b)
28. Wzgórze Wolności (siedziba rady osiedla: ul. Ujejskiego 66)
29. Zimne Wody–Czersko Polskie (siedziba rady osiedla: ul. Równa 1)